# ビーチ・ベイビー
「ビーチ・ベイビー」（原題： Beach Baby）は、英国のグループ、ファースト・クラスが1974年に発表したデビュー・シングル。セッション・シンガーのトニー・バロウズがリード・ボーカルを務めた一連のヒット曲のひとつ。

## 概要
ソングライターのジョン・カーターはロンドンのイースト・シーンの自宅で、妻のジリアン・シェイクスピアと本作品を共作した。カーターは書き上げるとすぐにトニー・バロウズとセッション・シンガーのチャス・ミルズを雇い、ファースト・クラスというグループ名義でレコーディングを行った。
1974年5月3日、シングルA面曲として発表。全英シングルチャートで13位を記録した。同年10月5日から10月12日にかけてビルボード・Hot 100で2週連続4位を記録し、1974年の年間チャートの94位を記録した。カナダでは1位、オーストラリアでは11位を記録した。
タイトルからも察せられるとおり、歌詞もサウンドもビーチ・ボーイズを意識して作られている。バロウズはアメリカ英語風のアクセントで歌っている。

## カバー
- バハ・メン（1996年）
  - 日本ではプロモ盤として「関根勤オールスター・キャスト・MIX」が製作された。これはバハ・メン版をバックに関根勤が有名人のものまねを披露するというもの。